# Louis de Curt
Louis de Curt, né à Avignon le 18 mai 1752 et mort à Londres le 2 décembre 1804, est un militaire et homme politique français.

## Biographie

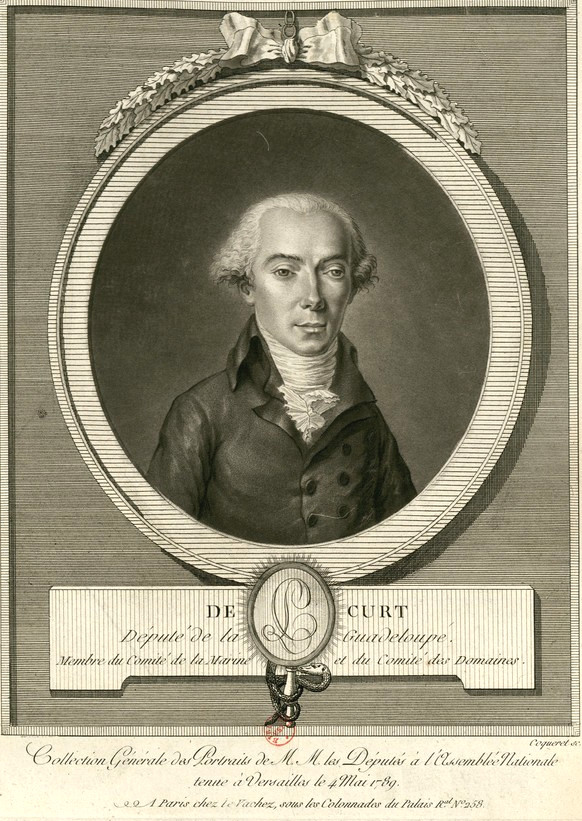
Portrait de Louis de Curt par Pierre-Charles Coqueret.

Il fut capitaine dans les troupes coloniales de la Guadeloupe jusqu'en 1779 et député de la Guadeloupe à la Constituante le 22 septembre 1789 avec Gaspard vicomte de Galbert. Il proposa le 27 novembre, la création d'un Comité des Colonies, mais ne réussit pas à faire adopter sa motion. Il reste député de la Guadeloupe jusqu'en 1792.
En 1793, il émigra en Angleterre après la mort du Roi, et demeura à Londres où il négocia avec le gouvernement le traité de Whitehall. Signé le 19 février 1793, entre les Anglais et les colons de Saint-Domingue, la Martinique et la Guadeloupe, le traité de Whitehall permit aux colons français de combattre les troupes révolutionnaires et l'émancipation des Noirs, et aux Anglais de récupérer la lucrative fiscalité sur les plantations de sucre françaises.
Il mourut à Londres vers 1805.

## Publication gouvernementale
- Motion de M. de Curt : député de la Guadeloupe, au nom des colonies réunies, 1789 (OCLC 29068848)
- Rapport fait au nom du comité de la marine sur l'administration des ports & arsenaux, 1790? (OCLC 21943434)
- Décret sur les principes constitutionnels de la marine, du 26 juin 1790, (OCLC 19524215)
- Décret sur les fonds de la marine et des colonies du 20 janvier 1791, 1791 (OCLC 29067845)
- Décret sur les dépenses de l'expédition extraordinaire pour les Antilles, 1791 (OCLC 7203218)